# Arnoud Willem van Brienen van de Groote Lindt
Arnoud Willem baron van Brienen van Groote Lindt (Amsterdam, gedoopt 5 april 1783 - Den Haag, 26 oktober 1854), heer van De Groote Lindt, Dortsmond, Stad aan 't Haringvliet en Wezenstein, was een Nederlandse, rooms-katholieke notabele, koopman en politicus. Hij speelde een grote maatschappelijke rol gedurende de eerste helft van de negentiende eeuw.
Zijn vader was de politicus Willem Joseph van Brienen van de Groote Lindt, zijn moeder Margaretha Thimothea Johanna Ram van Schalkwijk. Hij huwde op 5 maart 1813 met Angelica Louise van Wijckerslooth van Grevenmachern (1795-1816), lid van de familie De Wijkerslooth, met wie hij een zoon en een dochter kreeg. Hij hertrouwde op 18 mei 1825 met Carolina Francisca Josephina van Brouckhoven van Bergeyck (1802-1846), uit dit huwelijk werden drie zoons en een dochter geboren. De oudste zoon Willem Thierrij Arnold Maria van Brienen van de Groote Lindt, ook genoemd Willem Diederik Arnoud Maria, is van alle kinderen het meest bekend geworden.

## Politieke loopbaan
Twintig jaar lang, van 1820 tot 1840, was A.W. baron van Brienen kamerheer van koning Willem I, en daarna nog eens negen jaar voor diens zoon koning Willem II. Daarnaast was hij van 20 oktober 1840 tot 13 februari 1849 lid van de Eerste Kamer, lid van de stedelijke raad van Amsterdam van 1822 tot 1851 en lid van de Provinciale Staten van Noord-Holland van 1849 tot 1850.
Hij speelde een belangrijke rol bij de stemming over de liberale grondwet van Thorbecke in 1848. Toen de stemmen staakten, werd Van Brienen op het laatste moment door koning Willem II overgehaald om toch voor de grondwetswijziging te stemmen, waarna de nieuwe grondwet aangenomen kon worden.

## Handel en wandel
De baron, als koopman van de firma Van Brienen & Zoon in Amsterdam woonachtig aan de Keizersgracht en later als politicus in Den Haag wonende te Huize Clingendael op het landgoed Clingendael, kocht in 1839 de buitenplaats Oosterbeek, gelegen ten oosten van Clingendael. In zijn opdracht voltooiden de zoon en kleinzoon van de beroemde landschapsarchitect Zocher de transformatie van het gebied naar een weelderige landschapsarchitectuur.
Als heer van Dortsmond beschikte reeds zijn vader over de visprivileges in de omgeving van Dordrecht. De rechten werden verpacht aan verschillende partijen. In 1847 verwierf Van Brienen voor zijn bedrijf een concessie van diepvisserij op steur en zalm in de Nieuwe Maas ten oosten van Rotterdam. Bij de koop inbegrepen was het oord dat sindsdien zijn naam draagt, het Eiland van Brienenoord. Hier werd in 1965 de Van Brienenoordbrug gebouwd.